# Halichoeres nebulosus
Halichoeres nebulosus е вид лъчеперка от семейство Labridae.

## Разпространение
Видът е разпространен в Австралия, Вануату, Виетнам, Джибути, Египет, Еритрея, Йемен, Израел, Индия, Индонезия, Йордания, Камбоджа, Кения, Китай, Коморски острови, Мавриций, Мадагаскар, Майот, Малайзия, Малдиви, Мианмар, Мозамбик, Нова Каледония, Оман, Папуа Нова Гвинея, Провинции в КНР, Реюнион, Саудитска Арабия, Сейшели, Сингапур, Соломонови острови, Сомалия, Судан, Тайван, Тайланд, Танзания, Филипини, Шри Ланка, Южна Африка и Япония.